# Les Deux Fils de Trinita
Pour plus de détails, voir Fiche technique et Distribution.
Les Deux Fils de Trinita (I due figli dei Trinità) est un film comique italien sorti en 1972, réalisé par Osvaldo Civirani sous le pseudonyme de Richard Kean.

## Synopsis
Franco et Ciccio sont deux cousins. Ils ouvrent une station service dans le Far West : ils y proposent le lavage et le séchage des chevaux, ainsi qu'un bar pour les cavaliers de passage. Une inconnue les sauve un jour d'une tentative de hold-up : elle se présente comme Calamity Jane, et tante de Franco et Ciccio. Elle leur apprend qu'ils possèdent trois parties d'un médaillon, qui permettraient de reconstituer la carte d'un trésor découvert par les pères de Franco et Ciccio. Calamity les avertit aussi qu'ils ne sont pas les seuls à connaître l'existence de ce trésor : le terrible bandit Chun Chin Champa avait déjà essayé de s'emparer du médaillon en incendiant la maison et en engageant une furieuse fusillade autour des pères de Franco et Ciccio ; ces derniers avaient donné les trois fragments du médaillon à Franco, Ciccio, et Calamity, les mettant à l'abri et se promettant de récupérer le trésor quand les enfants auraient grandi. Les pères de Franco et Ciccio avaient cependant été tués dans l'assaut des bandits, et la tante avait été séparée de ses neveux. 
Franco et Ciccio partent donc à la recherche du trésor. Ils font étape dans un bourg où ils connaissent l'entraineuse du saloon, Lola, qui les invite à faire un poker avec Armstrong dit « 4 As », le meilleur joueur de tout le Far West. Ciccio commence et malgré un bon jeu, se fait battre par Armstrong qui a un poker. Franco joue aussi une partie avec Armstrong : bien qu'il n'ait jamais joué, il gagne, à la stupéfaction de tous. Armstrong a soif de se venger : ayant eu vent du trésor des deux frères, il demande à Lola de les séduire pour s'emparer de la carte. Lola s'empare du médaillon, découvre le trésor avec Armstrong, mais Franco et Ciccio les poursuivent et ont le dernier mot. 
Revenus à leur station service, temporairement fermée pour restauration, ils reçoivent la visite peu désirée des hommes de Chun Chin Champa : celui-ci réclame le trésor. Au début, Franco et Ciccio succombent sous le nombre, mais l'arrivée de quelques frères rétablit la situation par une bonne bagarre.

## Fiche technique
- Titre français : Les Deux Fils de Trinita ou Les Deux Fils des Trinita[1]
- Titre original italien : I due figli dei Trinità
- Réalisation : Osvaldo Civirani (sous le pseudo de Richard Kean)
- Scénario : Osvaldo Civirani
- Genre : Comédie, Western spaghetti
- Musique : Sante Maria Romitelli
- Production : Osvaldo Civirani pour Production International Films
- Photographie : Walter Civirani
- Format d'image : 2.35:1
- Montage : Mauro Contini
- Durée : 94 minutes
- Décors : Giorgio Postiglione
- Costumes : Sibylle Geiger
- Maquillage : Marcello Di Paolo, Marisa Manici
- Pays de production :  Italie
- Genre : Comédie, western
- Langue originale : italien
- Année de sortie : 1972
  - Date de sortie : France : 5 juillet 1973[1]

## Distribution
- Franco Franchi : Franco Trinita
- Ciccio Ingrassia : Ciccio Trinita
- Lucretia Love : Lola
- Anni Degli Uberti : Calamity Jane
- Franco Ressel : Armstrong dit 4 as
- Goffredo Unger : père supérieur
- Andrea Scotti : shérif
- Angelo Susani : Chun Chin Champa
- Fortunato Arena : Jack Gordon
- Fulvio Pellegrino : Roger
- Luigi Antonio Guerra
- Salvatore Baccaro : King Kong
- Clemente Ukmar : un cowboy
- Gianni Pulone : Edgar